# Paulding (Ohio)
Paulding es una villa ubicada en el condado de Paulding en el estado estadounidense de Ohio. En el Censo de 2010 tenía una población de 3605 habitantes y una densidad poblacional de 565,35 personas por km².

## Geografía
Paulding se encuentra ubicada en las coordenadas 41°8′34″N 84°34′58″O / 41.14278, -84.58278. Según la Oficina del Censo de los Estados Unidos, Paulding tiene una superficie total de 6.38 km², de la cual 6.12 km² corresponden a tierra firme y (3.98%) 0.25 km² es agua.

## Demografía
Según el censo de 2010, había 3605 personas residiendo en Paulding. La densidad de población era de 565,35 hab./km². De los 3605 habitantes, Paulding estaba compuesto por el 91.62% blancos, el 2.44% eran afroamericanos, el 0.28% eran amerindios, el 0.31% eran asiáticos, el 0% eran isleños del Pacífico, el 2.77% eran de otras razas y el 2.58% pertenecían a dos o más razas. Del total de la población el 8.46% eran hispanos o latinos de cualquier raza.